# Людвиг IV (ландграф Гессен-Марбурга)
Людвиг IV Гессен-Марбургский, про прозвищу Старый (нем. Ludwig IV. von Hessen-Marburg, der Ältere; 27 мая 1537, Кассель — 9 октября 1604, Марбург) — единственный ландграф Гессен-Марбурга.

## Биография
Людвиг был сыном ландграфа Филиппа I Гессенского (1504—1567) и его супруги Кристины Саксонской (1505—1549), дочери герцога Георга Саксонского. Воспитывался при дворе герцога Вюртемберга Кристофа.
10 мая 1563 года в Штутгарте Людвиг вступает в брак с Гедвигой Вюртембергской (1547—1590), дочерью герцога Кристофа. После её смерти Людвиг IV женится вторично — в Марбурге 4 июля 1591 года, на графине Мансфельда-Хинтерорта Марии фон Мансфельд.
После смерти отца, ландграфа Филиппа, Гессен был разделён между его четырьмя сыновьями. Людвигу достался Гессен-Марбург, охватывавший Верхний Гессен с городом Марбург и крепостью Гиссен — что приблизительно соответствовало 1/4 от общей территории Гессена.
Людвиг проявил себя хорошим хозяйственником и администратором. Он упорядочил финансовые отношения в своём ландграфстве, реорганизовал школьное дело и Марбургский университет. По его распоряжению архитектор Эберт Бальдевейн реставрировал Марбургский замок. Занимался мирным увеличением территории ландграфства: в 1570 и в 1583 годах Людвиг покупает у графов Нассау-Саарбрюккена и Нассау-Вейльбурга земли Фульдской марки. После смерти своего бездетного брата Филиппа он получает также Лисберг, Ульрихштайн и Иттергау. В 1576 г. присоединяет Бузекскую долину, заключив соглашение с владевшими ею семьями Бузек и Троэ.
Ландграф Людвиг IV скончался в 1604 году, не оставив после себя прямых наследников. По его завещанию от 1597 года, ему должны были наследовать два племянника — Мориц, сын ландграфа Гессен-Касселя Вильгельма, и Людвиг, сын ландграфа Гессен-Дармштадта Георга I. Единственным условием наследования было сохранение на территории Гессен-Марбурга лютеранства как государственной религии. Таким образом, Гессен-Марбург был разделён на 2 части.
Несмотря на означенное условие, через некоторое время ландграф Мориц предпринял энергичные шаги по распространению на полученной им территории кальвинистского вероисповедания. В 1605 году он попытался силой воздействовать на Марбургский университет, после чего значительная часть профессуры бежали из Марбурга к исповедовавшему лютеранство ландграфу Гессен-Дармштадта Людвигу V. С их помощью Людвиг V открывает в Гиссене гимназию, преобразованную императором Священной Римской империи Рудольфом II в мае 1607 года в университет.